# Airway Heights
Airway Heights è un comune dello stato di Washington negli Stati Uniti d'America.